# Trauminkubation
Trauminkubation ist eine Technik, bei der durch einen Traum eine Antwort oder Lösung auf eine persönliche Frage oder ein Problem durch eine Fragestellung vor dem Schlafengehen inkubiert (lat. incubare „liegen auf“, „ausbrüten“) wird. Die Methode ist eine moderne Version des Tempelschlafs (Enkoimesis) und wird in der Neuzeit therapeutisch, spirituell oder hedonistisch zur Problemlösung eingesetzt.

## Geschichte
Die Trauminkubation hat eine lange Vorgeschichte in den Ritualen der Schamanen der Indianer Nordamerikas in Form der Visionssuche. Bei den Anishinabe (Ojibwa) aus der Region rund um die Großen Seen (USA, Kanada) wurde die Trauminkubation nicht ausschließlich zur Heilung eingesetzt, sondern auch als männliches Übergangsritual vom Kind zum Erwachsensein. Der initiierte Junge baute allein in der Wildnis ein rituelles Nest, wo er blieb und fastete, bis er im Traum durch die Geisterwelt Geschenke oder Fähigkeiten erwarb.

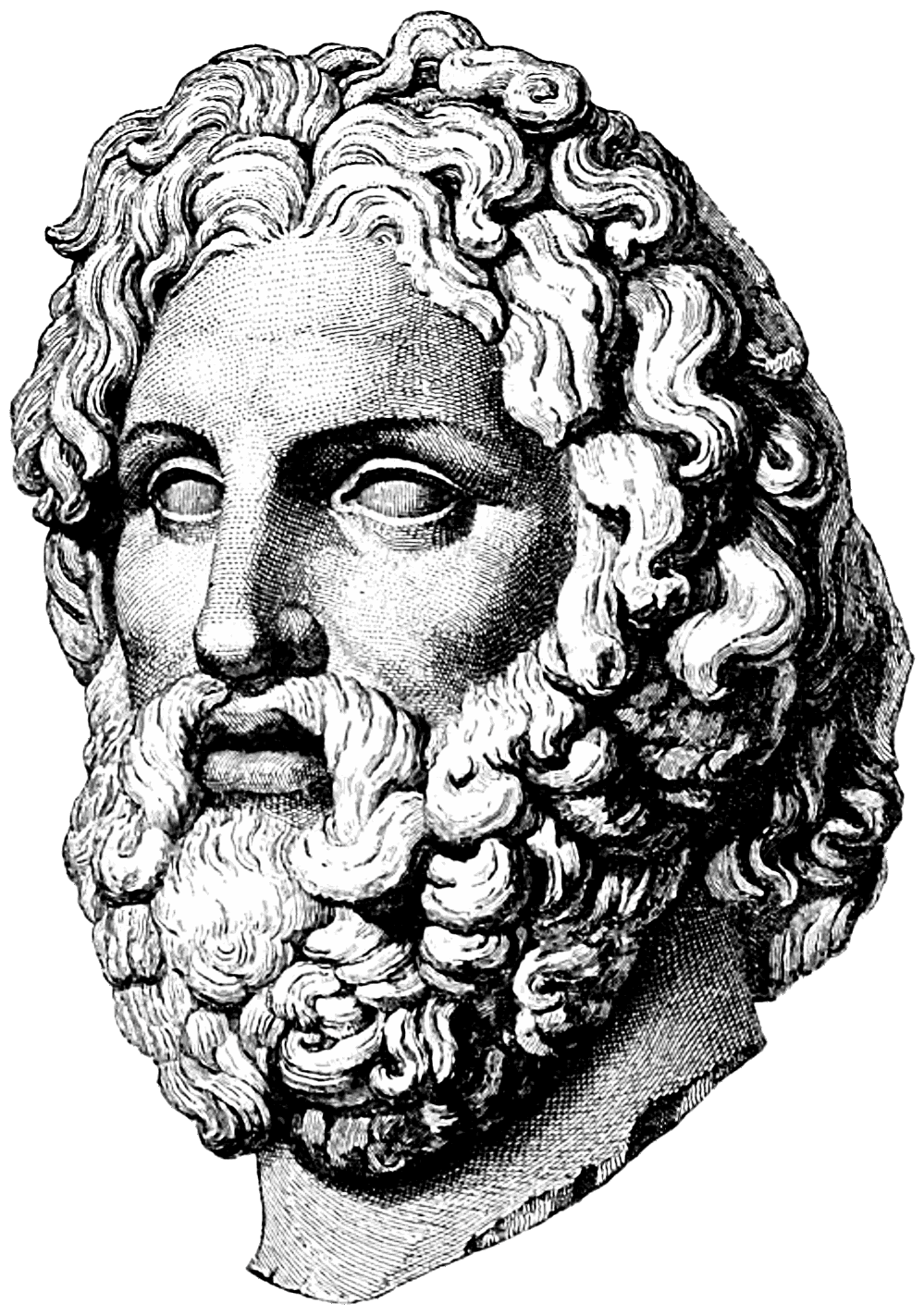
Asklepios mit zeusähnlichen Gesichtszügen (Kopiezeichnung)

Auch in den religiösen Kulten des antiken Griechenlands finden sich Elemente der Trauminkubation. Kranke besuchten damals Tempel oder Heiligtümer, um im Schlaf Krankheitsdiagnosen oder Heilung durch Asklepios (Äskulap), den Gott der Heilkunst, oder andere Götter der griechischen Mythologie zu erfahren.
Die Praxis der Inkubation findet sich auch bei islamischen Heiligtümern in Form der Istichāra (istiḫāra). Hierbei spricht ein Muslim bestimmte Bittgebete (Duʿā'), bevor er sich in dem betreffenden Heiligtum schlafen legt. Während des Schlafes soll er dann göttliche Rechtleitung erhalten (رُؤْيَا / ru'ya, ein von Allah geschickter Traum). Viele Muslime greifen auf diese Methode zurück, wenn sie wichtige Lebensentscheidungen treffen, zum Beispiel einen Ehepartner aussuchen oder sich für einen Beruf entscheiden. Auch knüpft sich an den Ritus die Erwartung, dass er für die betreffende Person heilvolle Wirkungen hat.

## Praxis in der Neuzeit
Heute findet die Trauminkubation Anwendung in der Schlafforschung sowie in der Psychotherapie. Verschiedene Therapietechniken und Induktionsmethoden sind beschrieben.
Deirdre Barrett untersuchte 1993 in einer Studie an der Harvard Medical School die Methode von William C. Dement, vor dem Schlafengehen für 15 Minuten über ein spezielles Problem nachzudenken. Sie ließ ihre Studenten eine Woche lang über eine ungelöste Hausaufgabe oder ein anderes objektives Problem nachdenken, bevor sie zu Bett gingen. Barrett fand, dass es möglich war, neue Lösungen während des Träumens zu entwickeln, die für den Träumer zufriedenstellend wie auch durch einen außenstehenden Beobachter objektiv bewertbar waren. In ihrer Studie hatten zwei Drittel der Teilnehmer Träume, die gewählte Probleme beinhalteten, wobei ein Drittel eine Lösung durch die Träume fand. Dabei wurden eher Lösungen für persönliche Probleme gefunden als für Probleme akademischer oder generell objektiver Natur.
96 Teilnehmer einer Trauminkubationsstudie von 2003 berichteten häufig von reduzierter Problembedrängnis, größerer Problemlösbarkeit und Verbesserung des Fokus auf ihr Problem. Die Studie beschreibt auch die Schwierigkeiten, Trauminkubation qualitativ zu messen. Gayle Delaney schreibt in Dream Incubation (2015), dass es einfach sei, einen Traum zu inkubieren, jedoch die Interpretation für den Therapeuten mühsam und zeitaufwändig sei.
Weiterhin wird die Trauminkubation für das Einleiten von Klarträumen genutzt. Stephen LaBerge, Pionier der klinischen Klartraumforschung, beschreibt in seinem Buch Exploring the World of Lucid Dreaming (1990) zwei Techniken, bei denen sich ein Klarträumer einen Ort oder eine Person vorstellt, die er besuchen will, um mit seiner Absicht einen Klartraum zu induzieren. Mit dieser Absicht legt sich der Klarträumer sofort in sein Bett und erhält die Absicht, ohne dabei andere Gedanken zuzulassen, so lange aufrecht, bis er einschläft. Diese Methoden erinnern an die sogenannten dream induced lucid dreaming-, kurz DILD-Techniken. Intentionstechniken zur Einleitung von Klarträumen stellten sich in einer Übersichtsarbeit von Stumbrys et al. (2012) als erfolgreich heraus.